# 846

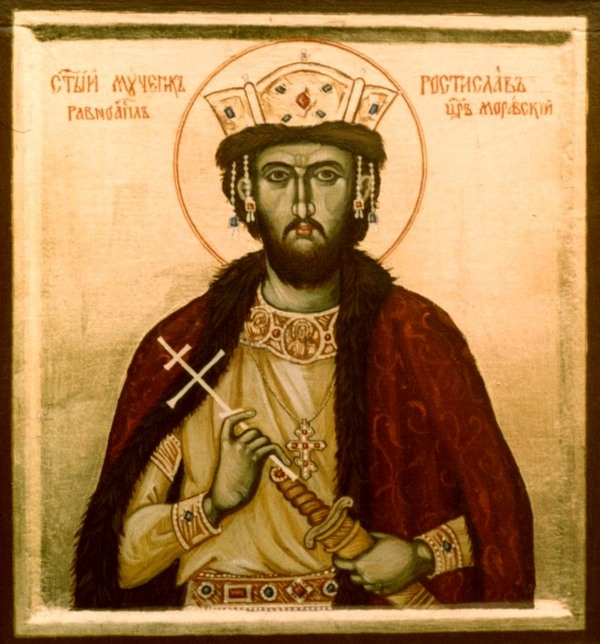
Prins Rastislav van Moravië (846 - 870?)

Het jaar 846 is het 46e jaar in de 9e eeuw volgens de christelijke jaartelling.

## Gebeurtenissen

### Byzantijnse Rijk
- Byzantijns-Bulgaarse Oorlog: De Bulgaren schenden het vredesverdrag van 815 en vallen Macedonië binnen. Ze steken de rivier de Strymon over en voeren een plunderveldtocht. De Byzantijnse steden Serres en Philippi worden verwoest.

### Europa
- Bretonse troepen onder leiding van Nominoë veroveren de Frankische steden Nantes en Rennes. Koning Karel de Kale sluit een vredesverdrag en accepteert hem als onafhankelijk heerser (pater patriae) van Bretagne.
- Koning Lodewijk de Duitser schenkt Pribina, prins van het vorstendom Nitrava, land gelegen aan het Balatonmeer (huidige Hongarije). Hij sticht de hoofdstad Blatnohrad en wordt een vazal van het Oost-Frankische Rijk.
- Een Frankisch expeditieleger onder aanvoering van Lodewijk de Duitser valt Moravië binnen. Hij benoemt prins Rastislav tot nieuwe heerser en dwingt de Slavische bevolking zich te bekeren tot het christendom.
- De Mozaraben, Spaanse christenen die leven onder moslim-dominantie, proberen tevergeefs de stad León in Al-Andalus (huidige Spanje) te bezetten.
- Een moslim expeditieleger (11.000 man) steekt vanuit Ifriqiya (huidige Tunesië) de Middellandse Zee over en plundert de buitenwijken van Rome. De Sint Pieter en de Sint-Paulus buiten de Muren worden verwoest.

### China
- Keizer Wu Zong (Li Chan) overlijdt na een regeerperiode van 6 jaar. Hij wordt opgevolgd door zijn oom Xuān Zong als heerser van het Chinese Keizerrijk.

## Geboren
- 1 november - Lodewijk de Stamelaar, koning van het West-Frankische Rijk (overleden 879)
- Rollo, krijgsheer van de Vikingen en hertog van Normandië (waarschijnlijke datum)

## Overleden
- 22 april - Wu Zong (31), keizer van het Chinese Keizerrijk